# Karl-Hermann Scheumann
Karl-Hermann Scheumann (* 25. Februar 1881 in Metz; † 28. April 1964 in Bad Hersfeld) war ein deutscher Geologe und Mineraloge.

## Leben
Scheumann wuchs in Dresden auf. Er war zeichnerisch begabt und studierte an der Kunstakademie Dresden, bevor er 1905 bis 1909 Naturwissenschaften und speziell Geologie in Leipzig studierte. 1913 promovierte er dort in Mineralogie (Petrographische Untersuchungen an Gesteinen des Polzengebietes in Nordböhmen) und war dort, nach Wehrdienst im Ersten Weltkrieg, Assistent bei Friedrich Rinne. 1925 habilitierte er sich und war dann Privatdozent in Leipzig. 1925 wechselte er als ordentlicher Professor für Mineralogie an die Universität Gießen und 1926 an die Technische Universität Berlin. Ab 1930 war er ordentliches und ab 1945 korrespondierendes Mitglied der Sächsischen Akademie der Wissenschaften in Leipzig. Er war seit 1928 Professor für Mineralogie und Petrographie an der Universität Leipzig und ab 1946 Professor an der Universität Bonn, wo er 1951 emeritierte. In diesem Jahr heiratete er Gertrud Scheumann. Im Jahr 1933 trat er in die Nationalsozialistische Deutsche Arbeiterpartei (NSDAP) und 1945 in die Sozialdemokratische Partei Deutschlands (SPD) ein.

## Ehrungen
1948 erhielt er die Hans-Stille-Medaille. 1948 wurde er Ehrenmitglied der Deutschen Mineralogischen Gesellschaft. 1956 erhielt er das Große Bundesverdienstkreuz. 1959 wurde er Ehrendoktor der Johann-Wolfgang-Goethe-Universität Frankfurt am Main. 1957 erhielt er die Verdienstmedaille des Geologischen Forschungsinstituts in Finnland.

## Schriften
- Petrographie, 2 Bände, Wiesbaden, Dieterich, 1948